# Martim Gil de Soverosa
Martim Gil I de Soverosa, dito O Bom (c. 1200 - c. 1260), foi um importante rico-homem português dos meados do século XIII. Como vários seus homólogos, Martim envolveu-se na guerra que grassou em Portugal entre 1245-47 e que opunha Sancho II de Portugal e o seu irmão, o conde Afonso de Bolonha. Martim viria a ser uma das mais importantes figuras do período: o seu apoio e influência sobre Sancho II de Portugal marcaram-o, injustamente, como o principal responsável pela queda do monarca.

## Primeiros anos
Martim, nasceu por volta de 1200, e foi provavelmente o filho primogénito de Gil Vasques de Soverosa e da sua primeira esposa, Maria Aires de Fornelos, que se haviam unido em matrimónio pela mesma altura. Maria Aires fora barregã de Sancho I de Portugal, o que fazia de Martim meio-irmão dos infantes Martim Sanches  e Urraca Sanches de Portugal, nascidos daquela união concubinária. Pertencia, assim, à importante linhagem de Soverosa, sendo meio-irmão do trovador Vasco Gil de Soverosa..

### O testamento de Sancho I e o conflito sucessório, 1211-1218

#### Antecedentes: o testamento e a divergência nobiliárquica
Embora ainda menor de idade, Martim deverá ter decerto ignorado o fulgor político da corte portuguesa dos inícios de 1211. Em 1209, Sancho I mandara lavrar testamento, segundo o qual dava às suas filhas, Mafalda, Teresa e Santa Sancha, respetivamente a posse dos castelos de Montemor-o-Velho, Seia e Alenquer, com as respectivas vilas, termos, alcaidarias e rendimentos. Pouco antes da sua morte em 1211, Sancho I nomeara seus testamenteiros Gonçalo Mendes II de Sousa, Lourenço Soares de Ribadouro, Gonçalo Soares, Pedro Afonso de Ribadouro, e Martim Fernandes de Riba de Vizela, para fazerem válido o seu testamento. Não tardaria a descobrir-se que se teriam de fazer valer os direitos do rei à força:o infante Afonso não concordou com o testamento deixado pelo pai e recusou cumpri-lo.
Desta forma, os primeiros anos do reinado do sucessor, Afonso II de Portugal, foram marcados por violentos conflitos internos entre o rei e as suas irmãs Mafalda, Teresa e Santa Sancha de Portugal, a quem Sancho legara em testamento, sob o título de rainhas, a posse dos castelos de Montemor-o-Velho, Seia e Alenquer, com as respectivas vilas, termos, alcaidarias e rendimentos. Ora, Afonso, tentando evitar a supremacia da influência dos nobres no seu governo, pretendia centralizar o seu poder, mas para isso incorria contra as irmãs e em último caso contra o testamento paterno, do qual Gonçalo ficara encarregue de defender. Este, como executor testamentário, e talvez por ter sido um grande companheiro do rei, foi o que mais agiu em defesa das últimas vontades de Sancho, empenhando-se em fazê-las cumprir e jurá-las solenemente. Assim é perfeitamente compreensível que Gonçalo tivesse defendido intensamente a posição das infantas, sobretudo nas terras onde dominava como tenente: Montemor-o-Novo, Sesimbra, Lisboa, Sintra, Torres Vedras, Abrantes e Óbidos, além das já referidas, inaugurando um período no qual os Sousas, firmes apoiantes da realeza portuguesa, se lhe opunham pela primeira vez.
Alguns dos cinco grandes nobres citados juntaram-se ao Sousão na defesa da posição das três rainhas de Portugal: Teresa, Sancha e Mafalda. Mas alguns permaneceram do lado do rei: sabe-se que Lourenço Soares de Ribadouro se terá mantido do lado do novo rei, sendo esta posição também compreensível dado o estreito vínculo que unia a Casa de Ribadouro à Casa Real: Afonso I de Portugal fora pupilo de Egas Moniz, o Aio; e mais tarde várias damas daquela família haviam educado infantes (como o caso de Urraca Viegas de Ribadouro, tia de Lourenço, que educara a Rainha Mafalda). O pai de Martim Gil, Gil Vasques de Soverosa, inicialmente apoiante do primo, Gonçalo Mendes II de Sousa, acaba por se desentender com ele e passar para a fação régia, atitude imitada por vários aristocratas contemporâneos.

#### A ocupação de Martim Sanches
Martim Sanches, filho bastardo do defunto rei e meio-irmão de Martim Gil, encontrava-se nesse momento na Galiza. Desentendendo-se com Afonso II, refugiara-se, como outros irmãos, em outros reinos. Quando chegou a Leão, fora-lhe encomendado o governo da Galiza pelo então rei de Leão, Afonso IX. Tornara-se num dos magnates mais importantes da corte leonesa, exercendo a alferesia-mor entre 1218 e a sua morte em 1227. Muito provavelmente aproveitando as querelas políticas entre os irmãos e entre uma boa parte da nobreza, Martim reuniu uma hoste de soldados e invadiu o Minho, devastando tudo à sua passagem, incitado provavelmente pelo Arcebispo de Braga, Estêvão Soares da Silva. O monarca português acabaria por fazer retroceder o irmão rebelde para Leão.

## Exílio em Leão
Em 1218, derrotado, Martim Sanches abandona Portugal definitivamente, e dedica-se a servir os interesses da sua família materna, passando a residir na terra de Fornelos, provavelmente junto ao Castelo de Fornelos (Pontevedra). O infante leva consigo os seus dois meios-irmãos, Martim e Teresa Gil de Soverosa, através da qual se materializará a aliança tão desejada pelo exilado infante: Teresa tornar-se-ia na concubina de Afonso IX de Leão a partir desse mesmo ano de 1218 até à morte do monarca, em 1230. 
É, no entanto, com a morte de Martim Sanches em 1227, que Martim Gil se passa a destacar no seio da família, assumindo o controlo de alguns núcleos patrimoniais, e também a nível político. De facto, é a ele que Afonso IX entrega, em 1229, as tenências dos castelos de San Martín de Ladrones, Baiona e Toronho. Em abril desse mesmo ano acompanha Afonso IX a Cáceres, bem como vários nobres leoneses com quem Martim fará por emparentar e criar uma rede de parentesco que lhe viria a ser muito útil no futuro.

### Conflito sucessório leonês, 1230
Com a morte de Afonso IX, abre-se uma crise sucessória no Reino de Leão. A segunda esposa de Afonso, Berengária de Castela, de  quem o monarca se havia separado em 1204, aproveitara o vazio de poder criado no Reino de Castela com a morte prematura do irmão, Henrique I de Castela, para colocar no trono o seu próprio filho com o rei leonês, o infante Fernando, na esperança que, após a morte de outro infante Fernando, filho da primeira esposa de Afonso, Teresa de Portugal, ocorrida em 1214, Afonso nomeasse o seu filho para o trono leonês e unificasse, assim as coroas leonesa e castelhana. Contudo, Afonso parece ter percebido o plano e nomeia, para evitar a união, para suas sucessoras, as filhas  da sua esposa portuguesa, irmãs inteiras do falecido infante Fernando: as infantas Sancha e Dulce, o que supunha o afastamento do recém-coroado rei castelhano. Contudo, apoiado pela mãe, este resolve assumir o poder, renegando o testamento paterno. 
Esta investida castelhana no trono leonês provocou o desagrado da maior parte da nobreza leonesa, que não queria ver o seu reino anexado a Castela. Esta questão parece ter-se gerado uns anos antes da morte do monarca, pois parece que já Martim Sanches e vários seus parentes portugueses em Leão haviam tomado o partido das infantas, contra o rei castelhano. Na verdade, não se conhece a posição do Soverosa nesta matéria. Pode ter regressado a Portugal em 1229, ter-se juntado à resistência galega dirigida por Rodrigo Gomes de Trava, ou então ter simplesmente optado pela neutralidade. O certo é que ainda em 1230 recebe a tenência de Toronho das mãos de Fernando III de Leão e Castela, vencedor da disputa sucessória. Isto indica que Martim, após uns primeiros meses de oposição, se possa ter juntado ao partido castelhano. Contudo, ainda nesse ano, Martim surge a ocupar cargos governativos em Portugal, o que indica que terá regressado ao reino natal.

## Regresso a Portugal
De facto, em 1230 surge à frente da tenência de Valadares, substituindo o seu primo Soeiro Pais de Valadares. Em março de 1232 regressa à corte portuguesa, que passará a frequentar de forma mais assídua. 
Não se conhecem as razões específicas que levaram Martim a abandonar Leão. Provavelmente estaria relacionado com a ação de Fernando III na sua corte, na qual renegava para segundo plano a nobreza galego-leonesa e fazia ascender, em poder e influência, a nobreza castelhana. Associado aos galegos-leoneses, era muito pouco provável que naquele momento Martim conseguisse fazer algum tipo de carreira política eficaz no reino vizinho, pelo que procurou mudar a sua sorte regressando a Portugal, deixando a sua irmã junto dos filhos dela, em Leão.
A cúria portuguesa, tal como a leonesa-castelhana, passava nesse momento por uma reestruturação importante. Imitando o pai, Sancho II de Portugal voltará a afastar os Sousas do poder, após um breve período de auge no início do seu reinado, e prescinde do cargo de mordomo-mor, mantendo no entanto o fiel Martim Anes de Riba de Vizela no cargo de alferes-mor. Foram os primeiros grandes resultados da estratégia do seu pai, Gil Vasques, que pretendia afastar a família de Sousa do poder para a substituir em poder e influência. Este plano necessitava de muitos apoios, e o regresso de Martim pode também estar relacionado com esta urgência do seu pai.

### Na fronteira: entre Portugal e Leão
Martim parece, no entanto, não ter desistido completamente da carreira leonesa, pois ainda em 1233, possivelmente por uns meses, volta a receber Toronho das mãos de Fernando III de Leão e Castela, e novamente em 1234, agora mantendo-a até 1235. Neste ano atua também como tenente em substituição de Fernão Guterres de Castro, que por esta altura seria já seu sogro, pois desposa a sua filha, Inês Fernandes de Castro. Este casamento estaria planeado numa estratégia desenhada já pelo seu falecido meio-irmão, que envolveu o seu casamento com Eulália Peres de Castro, filha de Pedro Fernandes de Castro "o Castelhano" e o de Martim Gil com Inês, materializando a união a dois ramos distintos da família e ganhando ao mesmo tempo uma mais próxima relação com esta importante família galego-leonesa. A mãe de Inês, Emília Iñiguez de Mendoza, era irmã de Inês Iñiguez de Mendoza, que, como a irmã de Martim, também manteve uma relação de concubinato com o rei de Leão.
O próprio Gil Vasques, pai de Martim, casava por essa altura em terceiras núpcias com Maria Gonçalves Girão, viúva de Guilherme Peres de Gusmão, avó da futura rainha de Portugal, Beatriz de Castela, e também tia de Mécia Rodrigues Girão, que desposava André Fernandes de Castro, irmão de Inês. Os Soverosas estreitavam, desta maneira, relações com as família de Girão, Castro e Gusmão.

### Auge de influência na corte portuguesa
Em Portugal, a situação política agudizava-se desde os meados da década de 30: a aristocracia arrebatava violentamente ao clero e aos pequenos proprietários e ao próprio monarca tanto quanto podiam, perante a inação de Sancho II, motivo de queixa de diversos prelados, como os bispos de Braga e do Porto, ao Papa Inocêncio IV. Naquele momento, a proteger a posição do rei encontravam-se Gil Vasques de Soverosa, Martim Anes de Riba de Vizela e Soeiro Gomes de Tougues. 
Em 1238, surgia pela primeira vez na corte o seu meio-irmão Vasco Gil de Soverosa, filho do segundo matrimónio do seu pai com Sancha Gonçalves de Orvaneja, e que a família não hesitaria em unir a Fruilhe Fernandes de Riba de Vizela, sobrinha de Martim Anes, como forma de solidificar os laços entre as poucas famílias que ainda defendiam o monarca. 
A saída da corte do pai em 1240, e a sua morte, ocorrida possivelmente ainda nesse ano, deram a Martim Gil uma maior projeção social, uma vez que era agora o representante da família, aquele que mais ativamente lutaria pelos interesses do grupo familiar. Continuou junto de Sancho II, que lhe confia uma vez mais a tenência fronteiriça de Valadares, detendo-a ao final da guerra civil.
Por essa altura, surge um candidato a ameaçar verdadeiramente a posição do rei de Portugal: o irmão deste, o conde Afonso de Bolonha, que, a pedido do Papa, vinha reclamar o trono para si. Rapidamente se lhe juntaram todos os aristocratas que se opunham ao monarca ineficaz: Sousas, Baiões, Valadares, Albuquerques, Correias, Portocarreiros, Briteiros e ainda alguns parentes de Sancho II, a começar pelo próprio irmão, o infante Fernando, e os tios: o infante Pedro, a a infanta Teresa e ainda Rodrigo Sanches de Portugal.
Perante tantas ameaças e mobilização da maioria da nobreza e de vários elementos da família real em torno da figura do conde de Bolonha, era necessário fortalecer a sua posição no trono, e para isso precisava de um herdeiro. Martim Gil, provavelmente já ocupando uma posição de grande destaque na corte, mobiliza a sua teia de relações familiares no reino vizinho para este propósito. Em 1241 materializa-se, contra a vontade da rainha-mãe de Castela, Berengária, o casamento de Mécia Lopes de Haro, viúva de Álvaro Peres de Castro e irmã do então alferes de Fernando III e senhor da Biscaia, Diego Lopes III de Haro, com o rei de Portugal. Mécia era, assim, filha de Lopo Dias II de Haro, senhor da Biscaia e de Urraca Afonso de Leão, que, como filha bastarda de Inês Iñiguez de Mendoza e de Afonso IX de Leão, fazia da noiva de Sancho não só neta de Afonso IX, mas também prima de Inês Fernandes, mulher do próprio Martim Gil de Soverosa, aproximando-o mais do rei que qualquer outro magnate de então.
A grande fação do conde bolonhês estava agora em risco: se o rei engendrasse um herdeiro, a sua posição ficaria muito fragilizada: assim, o conde denuncia ao Papa a consanguinidade proibida sobre a qual se estabelecia aquele matrimónio.

### Guerra civil, 1245-1247
O estalar dos acontecimentos deu-se a 24 de julho de 1245, quando o Papa, através da bula Grandi non immerito declarava Sancho II como rex inutilis para o governo do reino e propunha aberta e oficialmente o conde Afonso de Bolonha para o substituir como curador do reino.
A tensão estava no seu auge, pelo que, embora o conde não estivesse ainda em terras portuguesas, os seus apoiantes tiveram um primeiro grande enfrentamento na designada Lide de Gaia, ou Lide do Porto, ainda nesse ano de 1245. O infante Rodrigo Sanches e Abril Pires de Lumiares capitaneavam as tropas condais, e Martim Gil liderava as tropas régias. Naquele momento estava em jogo a hegemonia do Norte. Os Livros de Linhagens conservam raros detalhes da batalha, como a menção de Martim Sanches das Medãs como o que erguia o pendão do exército régio. A sorte caiu para o lado de Martim, que é relembrado nas fontes genealógicas como o que venceu a lide do Porto.
A derrota dos seus partidários intimou Afonso a sair de Paris e a regressar, pela primeira vez em muitos anos, à sua terra natal, desembarcando em Lisboa entre o final de 1245 e o início de 1246. Recebido com glórias, de ali desenharam a estratégia que tinha or objetivo tomar a então capital, Coimbra, onde Martim Gil havia organizado um forte apoio a Sancho II e resistência ao conde invasor. O bispo conimbricense, Tibúrcio, havia sido nomeado como executor da ordem pontifícia de deposição do monarca, pelo que o rei, irado, tomou a catedral e usurpou os bens da Sé episcopal. A partir de então, o rei e Martim Gil transformaram a cidade no principal centro de operações da fação régia, função que a cidade desempenhou entre entre janeiro de 1246 e junho de 1247. Ali se confirmaram os últimos documentos de Sancho II, e se executaram operações violentas contra todos os que manifestavam o apoio ao conde de Bolonha.
Nesse verão de 1246, o rapto da rainha por Raimundo Viegas de Portocarreiro deixou o rei sem a vantagem da conceção de um herdeiro. Mas nem por isso os partidários de Afonso se encontravam em melhor situação. Após várisa tentativas, sem resultado, de tomar Coimbra, o conde bolonhês dirige-se a Óbidos e depois a Leiria, onde entra a 2 de abril de 1246, não sem alguma resistência: na toma da cidade, pereceu Soeiro Gomes de Tougues, e Vasco Gil de Soverosa foi feito prisioneiro. Em breve, Leiria tornava-se numa praça importante demais para a fação condal, para ser ignorada pelos partidários de Sancho II, que a atacaram, sem sucesso. 
Chegara-se a um momento de impasse: Sancho não tomava Leiria, mas Afonso também não tinha apoio suficiente para entrar em Coimbra. Era a altura de se recorrer a outros apoios, e Martim Gil teve a ideia de conseguir apoio externo, mobilizando uma vez mais da sua rede de apoio familiar para proteger os direitos do rei de Portugal e ao mesmo tempo, o estatuto que os Soverosas tinham conseguido alcançar em Portugal. Vários parentes responderam, e magnates como Ramiro e Diogo Froilaz, Rodrigo Gomes de Trava, Fernão Anes de Lima, Diego Lopes III de Haro e Pedro Cornel, encontraram-se com Martim Gil em Leiria. Com exceção de Pedro Cornel, todos os restantes foram excomungados, em fevereiro de 1247, pela sua oposição à chegada ao trono de Afonso III.

#### A intervenção castelhana
A situação portuguesa não era favorável para os interesses castelhanos, sobretudo num momento fulcral como era o cerco de Jaén, onde estava, naquele momento, Fernando III, para a expansão cristã na Andaluzia. O próprio infante Afonso de Leão e Castela, a quem Sancho II dera alguns castelos em Portugal, se preocupava com a situação, pois via as suas fortalezas serem alvo de ataques por parte do conde bolonhês. O infante castelhano queixou-se desta situação ao Papa, ao que este ordenou ao conde que parasse o ataque aos bens do infante Afonso. Contudo, solicitou ao mesmo tempo a intervenção do infante Pedro de Portugal no conflito.
Naquele mesmo verão de 1246, o infante Afonso mobilizou desesperadamente homens e recursos em todo o reino de Leão, que o pai lhe outorgara para governação desde 1240, para uma campanha em Portugal. O pedido de Martim Gil, na qualidade de tio de Maria Afonso de Leão, que era por sua vez tia e que fora também amante deste infante, revestia-se, aos olhos deste, de especial importância. Afonso escreveu a Jaime I de Aragão, que estava prestes a converter-se em seu sogro, para que dissuadisse o infante Pedro de Portugal de participar na contenda, e pedia-lhe ao mesmo tempo auxílio bélico. As hostes castelhanas atravessaram a fronteira perto de Sabugal, e a 3 de janeiro de 1247 estavam às portas de Leiria. 

#### O repto de Trancoso
Naquele recontro, as tropas unidas do infante castelhano, do rei português e dos apoios de Martim Gil de Soverosa saem derrotadas. Os vencidos dirigem-se à fronteira, prontos para abandonar o reino. Quando chegam a Moreira, perto de Trancoso, e segundo relatos de  crónicas como a Crónica Geral de Espanha de 1344, Fernão Garcia de Sousa, sobrinho de Gonçalo Mendes II de Sousa e segundo esposo de Urraca Abril de Lumiares, filha de Abril Pires de Lumiares , um dos líderes da Lide de Gaia, a pedido dos irmãos, apresenta-se à fação derrotada. Admitido a falar, beijou a mão do rei e fez aos mais senhores as cortesias devidas. Depois prosseguiu com o seguinte discurso:
| “ | Senhor, meus irmãos, por cujo mandado venho, estão em Trancoso, todos somos vossos vassalos; eles e eu vos pedimos e requeremos, perante o senhor infante vosso primo [Afonso de Castela] e estes senhores que aqui estão, que vades para aquela vila, na qual e em seu castelo vos receberemos como a nosso rei e senhor, e assim em todos os outros que temos a nosso cargo, contanto que convosco não leveis a D. Martim Gil, que aqui está, nem aos seus, que destruíram a vossa terra e impediram fazer-se justiça dos malfeitores. Ele era o rei, e vós senhor, não tínheis mais que o nome e o sangue real donde procedeis; com vossa autoridade se fazia insolente; nem atentava pelo bem comum nem ao vosso serviço e, assim, por seus conselhos, chegastes ao estado presente. E se ele disser que não é assim, eu me combaterei com ele, que para isso venho aqui armado e ali à porta tenho um cavalo, e sobre isto espero em Deus que o matarei ou farei confessar esta verdade. | ” |

Martim Gil apenas respondeu que Fernão falava mal e que se arrependeria, dando de olho aos seus criados para que o esperassem no caminho e o matassem; mas Fernão preveniu-se e pediu a alguns senhores que o pusessem a salvo e eles o fizeram, à lei de cavaleiro. Fernão acusava assim Martim Gil de ser o principal instigador do conflito, imagem da má influência e da indignidade do serviço à monarquia que se manteria para a posteridade, apesar de fontes mais próximas cronologicamente do sucedido, como os Livros de Linhagens o referirem como o que venceu a lide do Porto.

## Exílio em Castela
Martim é acompanhado pelos seus irmãos, Vasco, entretanto libertado do cativeiro, Manrique e João Gil no exílio para Castela. A última vez que surge em documentação portuguesa é em dezembro de 1247, quando faz uma doação ao seu irmão, Gonçalo Gil de Soverosa, de bens paternos, sitos em Amarante, e na qual participam todos os irmãos de ambos, com exceção de Fernão e Guiomar Gil.
Da fronteira, os exilados portugueses dirigiram-se a Toledo, onde Sancho II redigiu o seu testamento, falecendo a 4 de janeiro de 1248. Contudo, só em dezembro desse ano é que Martim volta a surgir na documentação. Martim encontrava-se em Sevilha, ainda junto do infante Afonso, a confirmar uma doação deste à Ordem do Hospital, pela qual tantos esforços haviam feito Sancho II e os Soverosas pelo reforço da sua implantação em Portugal, e que haviam traído os seus principais beneficiários na guerra civil, colocando-se do lado do conde.
Durante a sua estadia em Castela, no entanto, foi o seu sobrinho, Martim Afonso de Leão, filho da sua irmã, que o protegeu mais no seio curial, pois era naquele momento o membro da família com maior poder e influência na corte. Além disso, nesse período reforçaram-se alianças com importantes famílias leonesas e castelhanas, sendo que algumas delas também receberam Martim Gil em Castela e ajudaram-no na sua ascensão na corte do infante Afonso: a sua sobrinha, Sancha Afonso de Leão, filha bastarda de Teresa Gil de Soverosa e Afonso IX de Leão, desposava Simão Rodrigues dos Cameros, irmão da deposta rainha Mécia Lopes de Haro; a sua filha Teresa desposava Rodrigo Anes de Meneses, filho de João Afonso de Albuquerque e Berengária Gonçalves Girão; e mesmo o seu irmão Vasco produzia algumas alianças que prometiam sucesso, como a de Sancha Vasques de Soverosa com Fernão Fernandes de Lima, filho de Fernão Anes de Lima e Teresa Anes da Maia.
A presença em Sevilha leva a pensar que Martim Gil era um magnate próximo do infante Afonso, mas não do seu pai, uma vez que, estando na mesma cidade, Martim não assina documentação de Fernando III. Supõe-se que houvesse um desentendimento entre ambos; talvez Fernando culpasse o Soverosa pelo fracasso da campanha portuguesa. 
Não descuidou, mesmo assim, as posses que detinha na Galiza: em 1250, com a epos Inês estabeleceu im pacto com os seus vassalos Martim e João Mendes.

### Ascensão na corte
Depois da morte de Fernando III de Leão e Castela, em 1252, e a ascensão ao trono do infante Afonso, Martim Gil experimenta novamente um ascender de influência e poder na corte. A própria política de Afonso X voltava a dar preferência aos nobres galego-leoneses, que se tinham abrigado na sua corte em busca de poder depois da quase expulsão da corte fernandina. Entre estes nobres encontravam-se claramente Martim Gil e o sobrinho, Martim Afonso. 
No ano seguinte, ambos participam na conquista de Guadalquivir, onde recebem um número importante de propriedades. Martim Gil foi na verdade um dos poucos portugueses com um grande aporte fundiário nesta conquista: ambos receberam, no termo de Aznalfarache, duzentas arançadas e vinte jugadas para pão, e outros tantos no termo de Façalcáçar. Poderiam ter também casas em Córdova, embora não haja certezas nesta matéria.

### El fecho del imperio: últimos anos
Em setembro de 1256, Afonso X recebe na sua corte uma embaixada do Sacro Império Romano-Germânico, formada por marselheses, que formalizaram o apoio ao monarca numa candidatura ao trono imperial. De facto, Afonso, como neto materno de Filipe da Suábia, rei de Alemanha, estava numa boa posição para fazer valer uma pretensão legítima. Martim Gil terá assistido a este evento e a todos os que se seguiram, numa sequência de eventos que determinou a política do monarca durante uma boa parte do seu reinado e que se designou como Fecho del Imperio. Em 1257, Afonso tenta uma maior aproximação às realidades do centro e norte da Europa, unindo em matrimónio o seu irmão, Filipe, Infante de Castela e a princesa Cristina da Noruega, que chegou a Valladolid a 6 de janeiro de 1258. Martim Gil testemunhou os preparativos do matrimónio e a boda que se celebrou em abril desse ano. 
A presença de Martim Gil junto do monarca estendeu-se até 1260: presenciou a investidura de Frederico III da Lorena, assistiu às Cortes de Toledo de 1259, cujo tema principal foi a pretensão imperial, e confirmou as decisões tomadas no ano seguinte. O seu último diploma confirmado data de 25 de janeiro de 1260. Trata-se de uma doação régia a Rui Garcia de Santander em agradecimento por serviços prestados no mar, destacando que en este hecho que auemos començado pora allend, ressalvando que podia estar em preparação uma campanha no Norte de África.
Martim Gil poderá ter falecido por volta deste mesmo ano de 1260.

## Matrimónio e descendência
Casou com Inês Fernandes de Castro, filha de Fernão Guterres de Castro e de Emília Iñiguez de Mendoza, irmã de Inês Iñiguez de Mendoza, concubina de Afonso IX de Leão, e de quem teve:
- Teresa Martins de Soverosa, que desposou Rodrigo Anes de Meneses "o Raposo", e foram os pais de João Afonso Teles de Meneses, 1.º conde de Barcelos e 4º senhor de Albuquerque.[35]